# Mohelno
Mohelno (en allemand : Mohleno) est un bourg (městys) du district de Třebíč, dans la région de Vysočina, en République tchèque. Sa population s'élevait à 1 394 habitants en 2024. 

## Géographie
Mohelno est arrosée par la Jihlava et se trouve à 10,5 km au sud-est du centre de Náměšť nad Oslavou, à 25 km à l'est-sud-est de Třebíč, à 53,6 km au sud-est de Jihlava et à 167 km au sud-est de Prague.
La commune est limitée par Kladeruby nad Oslavou au nord-ouest et au nord, par Kuroslepy au nord, par Senorady et Lhánice à l'est, par la Jihlava et la commune de Dukovany au sud, et par Slavětice et Kramolín à l'ouest.

## Histoire
La première mention écrite de la localité date de 1347.

## Transports
Par la route, Mohelno se trouve à 15 km de Náměšť nad Oslavou, à 32 km de Třebíč, à 65 km de Jihlava et à 195 km de Prague.